# Paul Meyer (strzelec)
Paul Meyer (ur. 15 sierpnia 1961) – zimbabwejski strzelec, olimpijczyk. 
Reprezentował Zimbabwe na igrzyskach olimpijskich w 1980 roku (Moskwa). Startował w trapie, w którym zajął 25. pozycję.

## Wyniki olimpijskie
| Igrzyska | Konkurencja | Wynik      | Miejsce | Źródło |
| -------- | ----------- | ---------- | ------- | ------ |
| IO 1980  | Trap        | 183 punkty | 25      | [ 1 ]  |